# أ. د. كيروان
أ. د. كيروان (بالإنجليزية: A. D. Kirwan)‏ هو مدير أكاديمي أمريكي، ولد في 22 ديسمبر 1904 في لويفيل في الولايات المتحدة، وتوفي في 30 نوفمبر 1971 في ليكسينغتون في الولايات المتحدة.